# Yamaha Drums

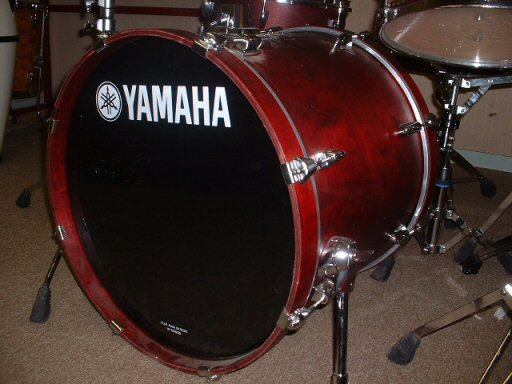
Grosse caisse Yamaha

Yamaha Drums est une filiale de Yamaha Corporation fondée en 1967.
La société produit des batteries acoustiques et électroniques, des accessoires de batterie, ainsi que des instruments de percussion et des équipements de fanfare.

## Production
La majorité des batteries Yamaha sont fabriquées dans deux sites différents en Asie. L'usine d'Osaka produit les batteries haut de gamme ainsi que le matériel de fanfare. Cette usine manie en particulier les bois plus nobles comme l'érable, le bouleau et le chêne. Le département de Recherche et Développement de nouveaux produits s'y fait également.
Le marketing est géré depuis la maison mère Yamaha Corp. à Hamamatsu. L'usine chinoise produit l'entrée de gamme et le milieu de gamme (kit Stage Custom Birch). L'usine indonésienne est responsable des modèles « Tour Custom » et « Rock Tour ».

## Acquisition de Premier

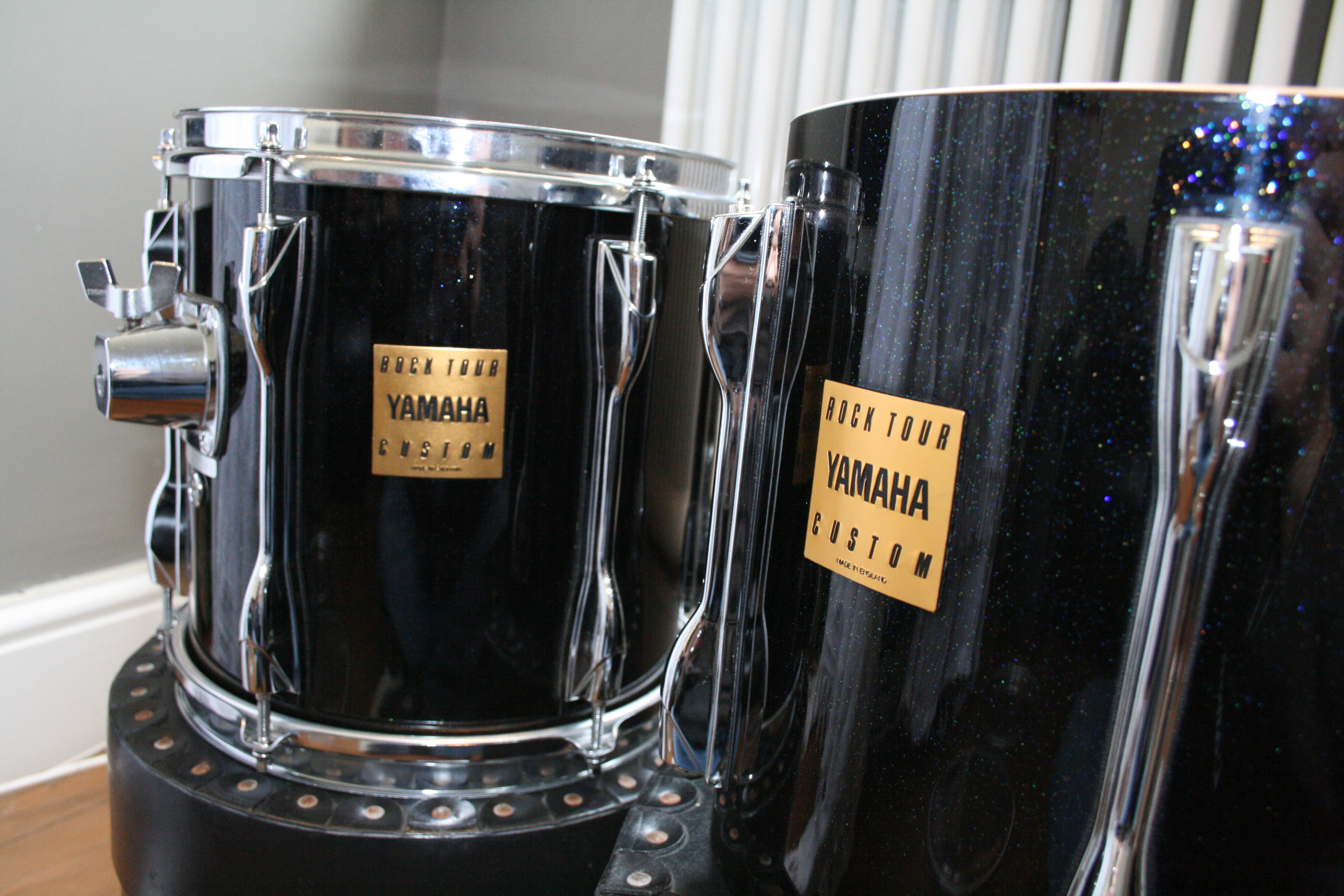
Mention « Made in England » sur un modèle "Rock Tour Custom"

En 1987, Yamaha achète l'entreprise anglaise Premier Percussion Limited afin d'essayer d'établir la marque Yamaha sur le marché européen. Ceci explique pourquoi un certain nombre de batteries Yamaha portent la mention « made in England », comme on peut le lire sur cette image.
En 1992, Yamaha renonce et revend Premier.

## Produits actuels

### Batteries acoustiques
Séries pour débutants et semi-professionnelles
- Tour Custom
- Rock Tour
- Stage Custom Birch
- GigMaker

Séries Professionnelles
- Phoenix "PHX" Series
- Recording Custom
- Absolute Series
- Oak Custom
- Club Custom

Anciennes séries
- Tour Custom
- Rock Tour Custom
- Power V
- Power V Special

Séries signature
- Yamaha Hipgig
- Rick Marotta Signature
- Al Foster Signature
- Manu Katche Signature
- Steve Jordan Signature

Accessoires pour batterie acoustique
- Yamaha Subkick
- Pieds de cymbales
- Pieds de caisse claire
- Pédale de grosse caisse
- Tabourets
- Racks
- supports de toms

### Batteries électroniques
- série DTX400 (avec pads en caoutchouc)
- série DTX500 (avec pads en caoutchouc et/ou silicone en fonction des modèles)
- série DTX502 (avec pads en caoutchouc et/ou silicone en fonction des modèles)
- série DTX700 (avec pads en silicone)
- série DTX900 (avec pads en silicone)

## Quelques musiciens sponsorisés
Internationaux
- Steve Gadd
- David Garibaldi - Tower of Power
- Larry Mullen Junior - U2
- Matt Cameron
- Carter Beauford
- Jimmy Chamberlin - ex Smashing Pumpkins
- Billy Cobham
- Dave Weckl
- Steve Jordan

Français
- Manu Katché
- André Ceccarelli
- Régis Ceccarelli
- Daniel Humair
- Loïc Pontieux
- Stéphane Huchard
- Nicolas viccaro
- Anne Paceo
- Job - Tgada Jones
- Nicolas Bastos

## Galerie

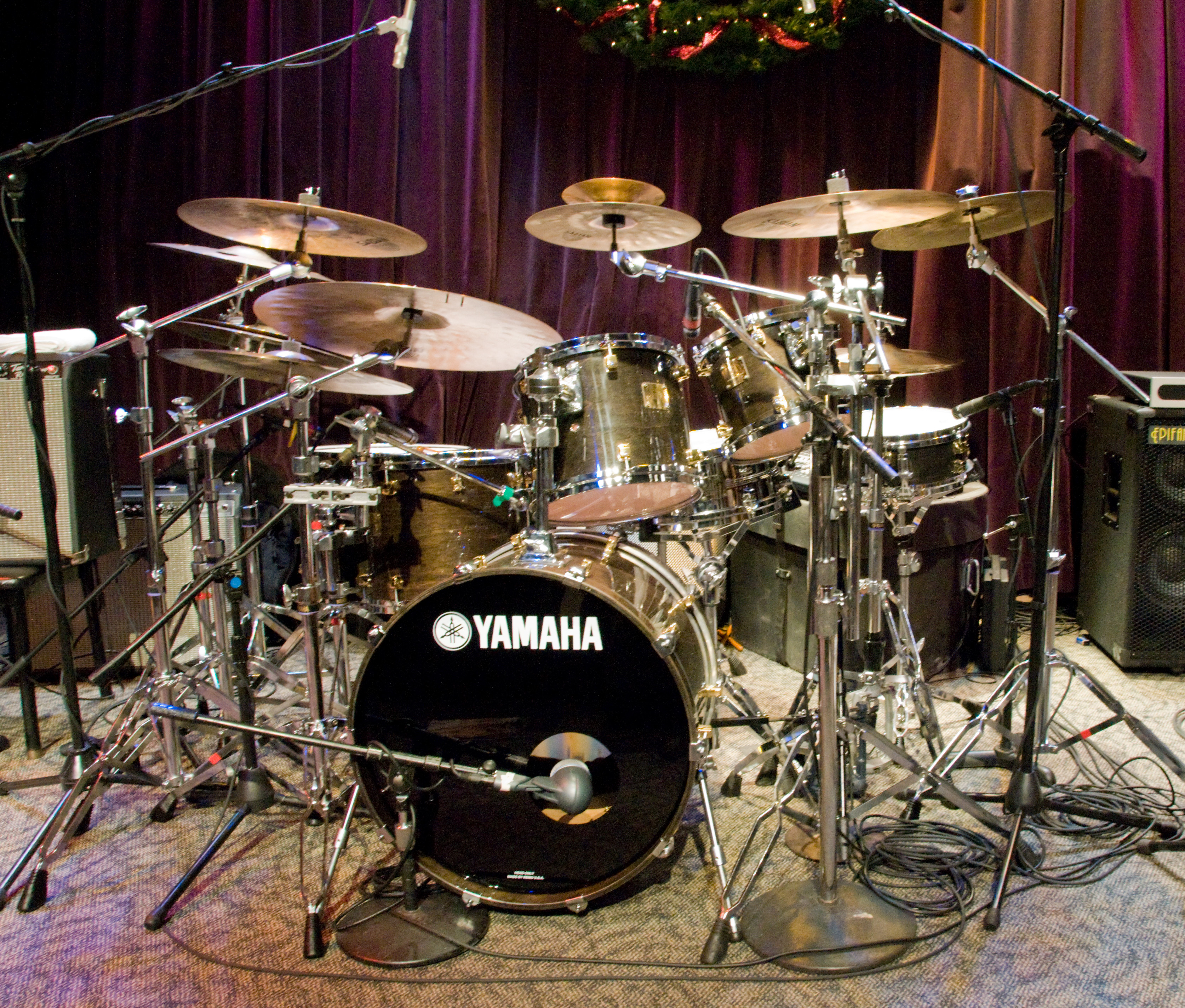
Le kit de Dave Weckl @Jazz Alley, 8th Dec. 2007
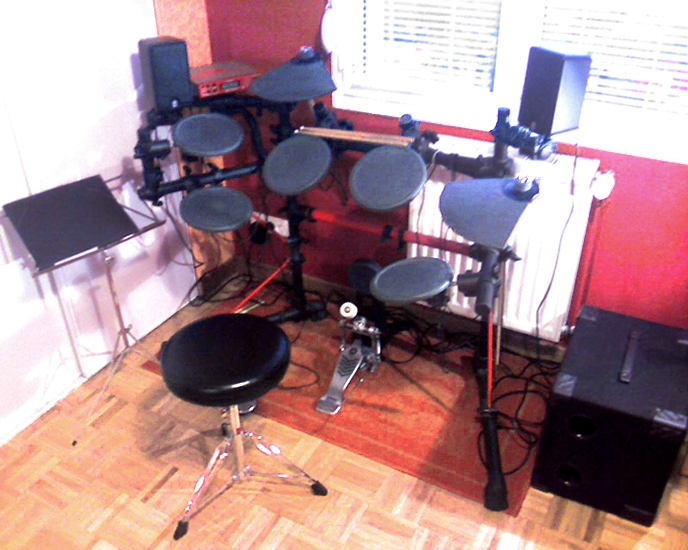
Batterie electronique Yamaha DTXPress II
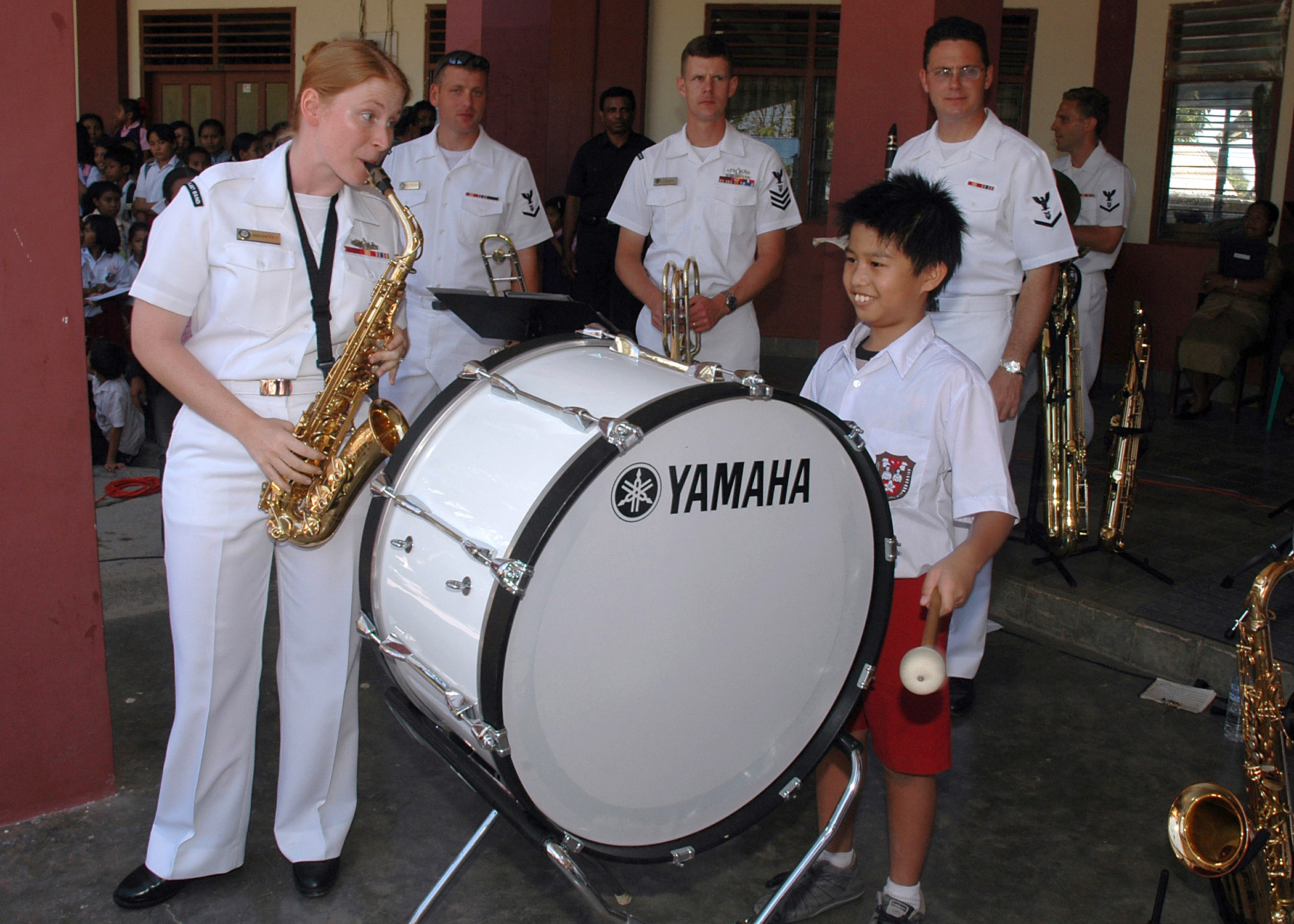
Grosse caisse Yamaha de fanfare